# Willy Ziegler (Politiker)
Willy Ziegler (* 13. März 1879 in Celle; † 17. August 1939 in Breslau) war ein zunächst sozialdemokratischer und später kommunistischer Politiker.
Ziegler war Monteur von Beruf. Als Mitglied der SPD war er später hauptamtlicher Parteifunktionär. Zwischen 1914 und 1918 nahm er am Ersten Weltkrieg teil und verblieb bis 1919 im Militärdienst. Im Jahr 1918 schloss sich Ziegler der USPD an und war während der Novemberrevolution Vorsitzender des Arbeiter- und Soldatenrates der Garnison Lamsdorf in Oberschlesien. Von 1919 bis 1921 war Ziegler zunächst Mitglied der preußischen verfassungsgebenden Landesversammlung und anschließend bis 1922 Mitglied des preußischen Landtages. In den Jahren 1919 und 1920 war er beruflich Parteisekretär der USPD in Breslau. Im Jahr 1920 wurde er Mitglied der VKPD und war Parteisekretär des Bezirks Schlesien mit Sitz in Breslau. Im September 1921 trat er aus der KPD aus und wurde im Februar 1922 Mitglied der KAG.